# Municipio de Isbell
El municipio de Isbell (en inglés: Isbell Township) es un municipio ubicado en el condado de Lonoke en el estado estadounidense de Arkansas. En el año 2010 tenía una población de 123 habitantes y una densidad poblacional de 1,57 personas por km².

## Geografía
El municipio de Isbell se encuentra ubicado en las coordenadas 34°33′33″N 91°41′20″O / 34.55917, -91.68889. Según la Oficina del Censo de los Estados Unidos, el municipio tiene una superficie total de 78.17 km², de la cual 68,69 km² corresponden a tierra firme y (12,12 %) 9,47 km² es agua.

## Demografía
Según el censo de 2010, había 123 personas residiendo en el municipio de Isbell. La densidad de población era de 1,57 hab./km². De los 123 habitantes, el municipio de Isbell estaba compuesto por el 95,93 % blancos, el 2,44 % eran afroamericanos y el 1,63 % eran de una mezcla de razas. Del total de la población el 0 % eran hispanos o latinos de cualquier raza.